# النفور
النفور (به عربی: النفور) یک روستا در سوریه است که در استان ریف دمشق واقع شده‌است. النفور ۱٬۲۰۳ نفر جمعیت دارد.